# Rhodostrophia rhodospania
Rhodostrophia rhodospania är en fjärilsart som beskrevs av Louis Beethoven Prout 1935. Rhodostrophia rhodospania ingår i släktet Rhodostrophia och familjen mätare. Inga underarter finns listade.